# Лортон (Небраска)
Лортон (енгл. Lorton) град је у америчкој савезној држави Небраска.

## Демографија
По попису из 2010. године број становника је 41, што је 2 (5,1%) становника више него 2000. године.
| Група             | 2000.       | 2010.       |
| Белци             | 39 (100,0%) | 41 (100,0%) |
| Афроамериканци    | 0 (0,0%)    | 0 (0,0%)    |
| Азијати           | 0 (0,0%)    | 0 (0,0%)    |
| Хиспаноамериканци | 0 (0,0%)    | 0 (0,0%)    |
| Укупно            | 39          | 41          |